# Richea scoparia
Richea scoparia är en ljungväxtart som beskrevs av Joseph Dalton Hooker. Richea scoparia ingår i släktet Richea och familjen ljungväxter. Inga underarter finns listade i Catalogue of Life.

## Bildgalleri

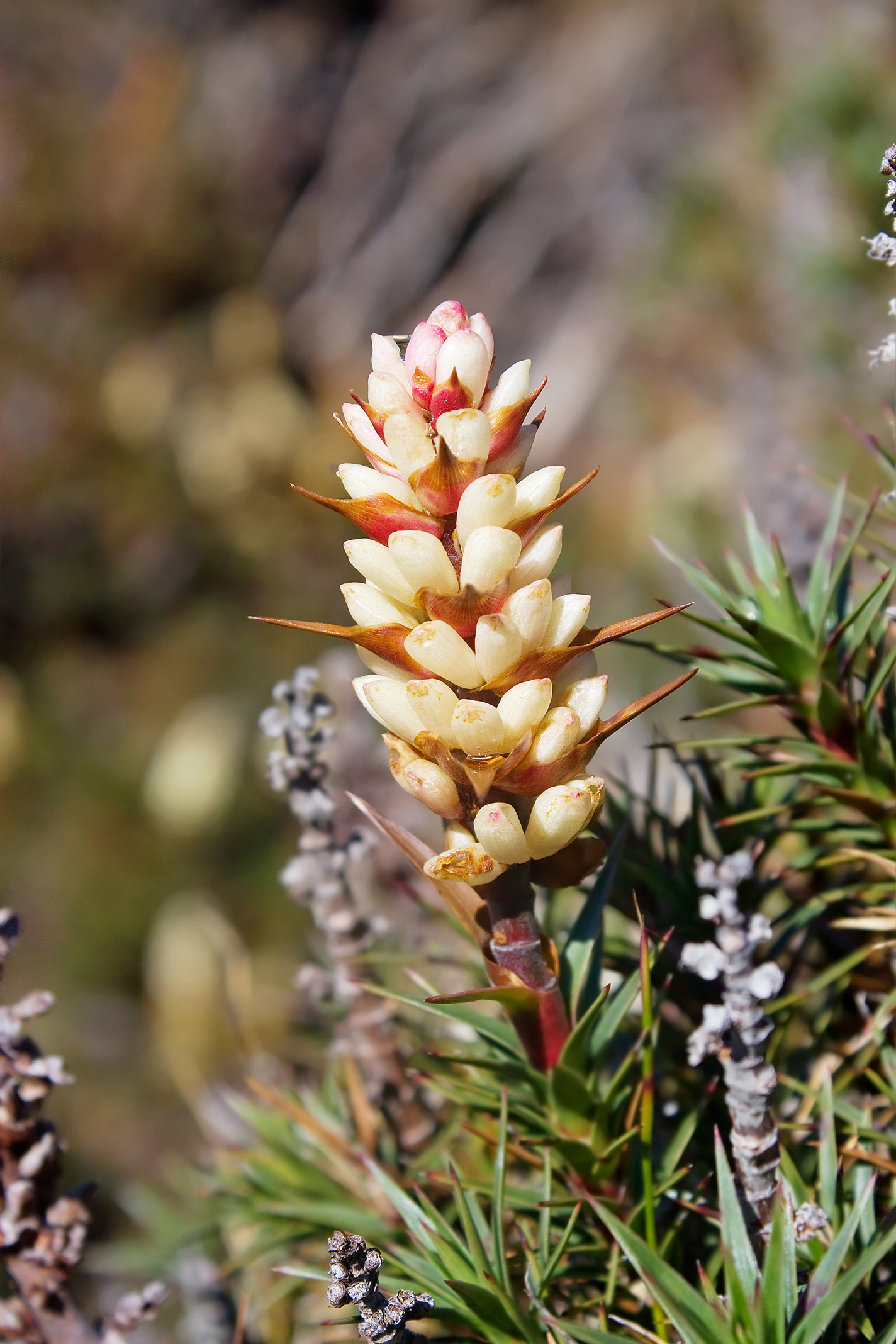